# Гольдони, Карло
Ка́рло О́свальдо Гольдо́ни  (итал. Carlo Goldoni; 25 февраля 1707, Венеция — 6 февраля 1793, Париж) — венецианский драматург, комедиант и переводчик, либреттист.

## Биография
Гольдони учился в иезуитской школе в Перудже и доминиканской школе в Римини, затем изучал юриспруденцию и философию в Венеции, Павии, Удине и Модене. По воле отца начал юридическую карьеру: стал секретарём вице-канцлера уголовного суда в Кьодже, с 1729 года — в Фельтре. Больший интерес Гольдони испытывал к театру. Он увлечённо читал Плавта, Теренция, Аристофана, Менандра, часто посещал театр, в его окружении были преимущественно актёры. Ещё в студенческие годы Гольдони выслали из Павии за драматическую сатиру «Колосс». В Фельтре  он выступил как актёр в поставленном им же любительском спектакле по либретто Пьетро Метастазио «Покинутая Дидона» и поставил две собственные пьесы «II buon padre» и «La cantatrice», имевшие успех у зрителей.
В 1731 году начал собственную адвокатскую практику в Венеции. Параллельно он писал тексты для одной из венецианских театральных трупп и выполнял обязанности ассистента Доменико Лалли, готовя либретто других авторов к постановке в оперном театре Ла Фениче. В этот период появились его первые большие пьесы — трагедии «Велизарий», «Розамунда», а также комедия «Венецианский гондольер». Большого успеха они не принесли, и в 1743 году Гольдони был вынужден, в поисках более доходной адвокатской практики, уехать в Тоскану. Здесь он написал комедию «Слуга двух господ» (1745 год).
Только в 1748 году, заключив договор с Джироламо Медебахом, чья труппа играла в театре Сан-Анджело, Гольдони смог не только вернуться в Венецию, но и навсегда оставить юриспруденцию, сосредоточившись на литературной работе. Большой успех имели его комедии «Обманщик» (1750), «Кофейная» (1750), «Трактирщица» (1753).
В 1761 году Гольдони уехал из Италии в Париж. Там он стал драматургом при Итальянском театре и преподавал итальянский язык дочерям короля. Написанная им по-французски комедия «Ворчун-благодетель» (1771) принесла Гольдони европейскую славу. В 1784—1787 годах были написаны «Мемуары Карло Гольдони».
Драматург умер в Версале 6 февраля 1793 года, за день до того, как Конвент по ходатайству Андре Шенье принял решение о восстановлении пенсии, которую ему назначил король Людовик XVI, но затем отменила революция 1789 года. Деньги получила вдова Гольдони, которой Конвент также назначил пожизненную пенсию в размере 1200 франков.
Гольдони установлен бронзовый памятник в Венеции. Памятник создан скульптором Антонио Де Дзотто.

## Творчество
Литературное наследие Гольдони — 267 пьес, большая часть которых — комедии. Одни (например, «Памела») относятся к жанру «слезливых комедий», другие — веселые буффонады из народной жизни и так называемые «комедии характера», например:
- «Трактирщица»[9],
- «Слуга двух господ»
- «Прекрасная грузинка»,
- «Комический театр»,
- «Осажденный богач»,
- «Скупой»,
- «Благодетельный брюзга»
- и др.

«Комедии характера» имеют огромное значение для итальянской литературы.
Вольтер называл Гольдони «сыном и живописцем натуры», человеком, «очистившим итальянскую сцену, создавшим фантазию и умеющим писать здравым смыслом», отмечал «чистоту, естественность» его стиля. По словам итальянского критика, «театр Гольдони похож на большую, людную ярмарку, где встречаешь людей всякого характера и всякого сословия», причём первое место на этой ярмарке занимает низший класс.

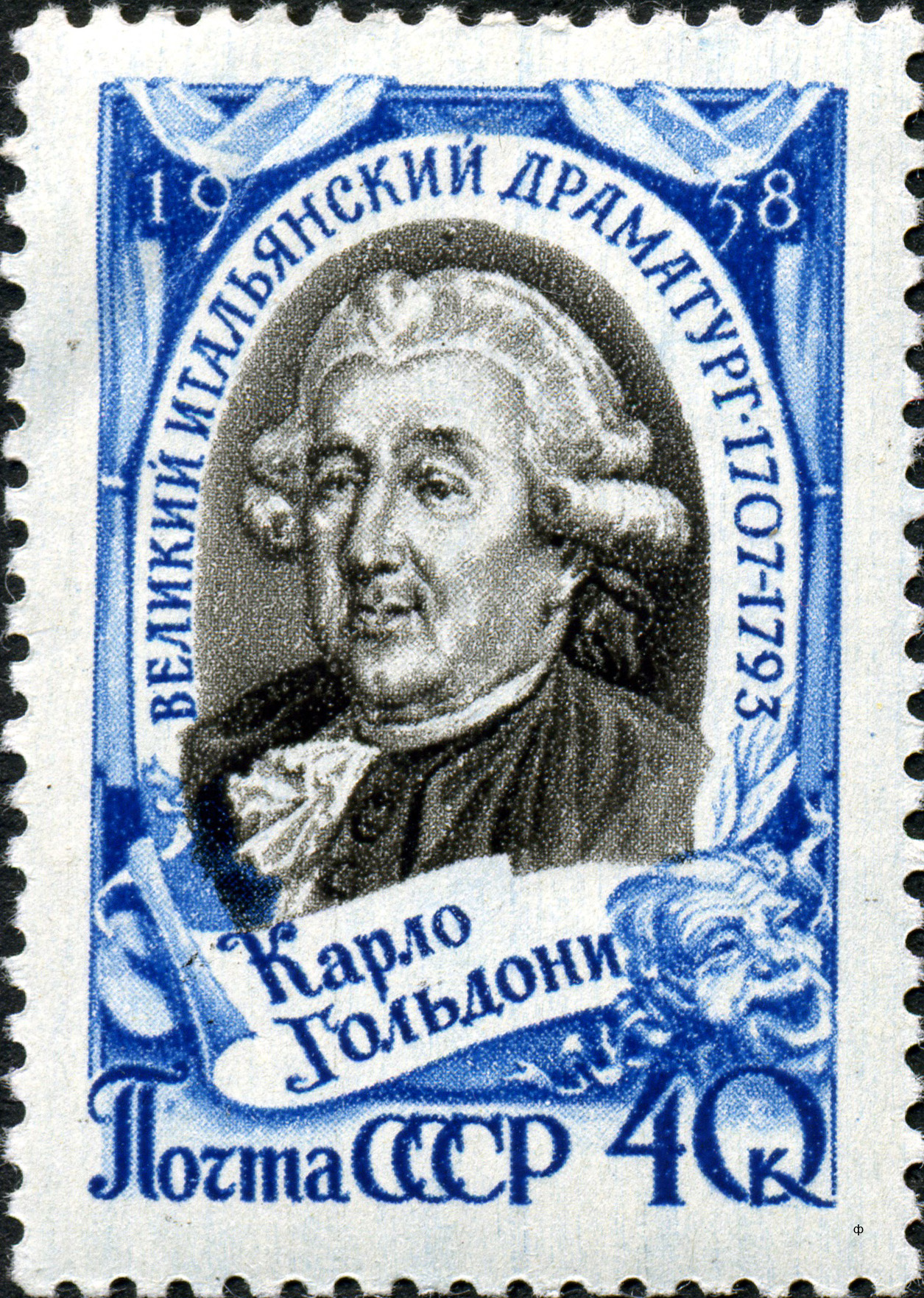
Почтовая марка СССР, 1958 год

Главное литературное значение пьесы Гольдони – в прорисовке характеров; здесь он шёл по следам Мольера. Его реформа итальянской драматургии заключалась в замене шаблонных четырёх масок реальными характерами, взятыми прямо из жизни, и в замещении грубой, в основном импровизированной арлекинады тонкой и серьёзной игрой актёров. Строгие пуристы приписывали Гольдони излишнюю бесцеремонность в изображении характеров и особенно в языке; его современник и враг Гоцци прямо обвинял его: 
«он представлял на сцене только ту правду, которую находил у себя перед глазами, и копировал её осязательно и грубо, вместо того чтобы подражать натуре с подобающими писателю деликатностью и утончённостью»
Однако, несмотря на противоречивый литературный язык, Карло Гольдони оставил свой след в истории музыки. Его комедии легли в основу творчества многих композиторов: Моцарта, Вивальди, Вольфа-Ферарри, Мартину и других. Он одним из первых задумался о реформах театра и письма.

## Мемуары

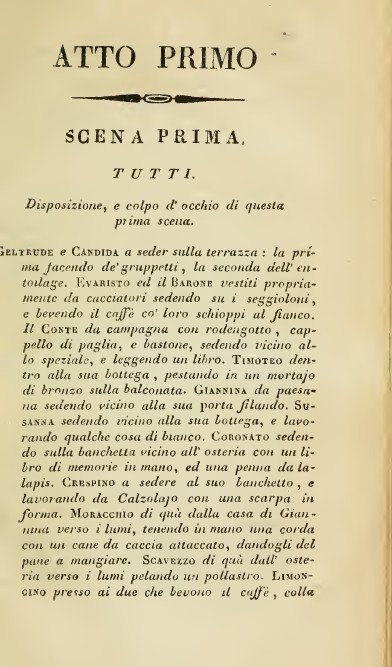
Commedie

Главным материалом для биографии Гольдони служат его «Мемуары», опубликованные им сначала по-французски в 1787 году под заглавием «Mémoires de M. Goldoni, pour servir à l’histoire de sa vie et à celle de son théâtre», a год спустя им же переведенные на итальянский язык.

## Экранизации
- 1947 — «Арлекино, слуга двух господ» (Италия, режиссёр Джорджо Стрелер) — фильм-спектакль по мотивам пьесы «Слуга двух господ». Второй вариант телеверсии поставлен в 1993 году.
- 1953 — «Слуга двух господ» — советский фильм-спектакль по одноименной пьесе Карло Гольдони.
- 1955 — «Арлекино, слуга двух господ» (Италия, режиссёр Джанкарло Галасси Берия) — фильм-спектакль по мотивам пьесы «Слуга двух господ».
- 1956 — «Хозяйка гостиницы» — советский художественный фильм, комедия по пьесе «Трактирщица».
- 1970 — «Кофейня» (Германия, режиссёр Райнер Вернер Фасбиндер) — немецкий телефильм по одноимённой пьесе.
- 1975 — «Трактирщица» — телеспектакль, постановка одноимённой[10] комедии.
- 1976 — «Труффальдино из Бергамо» — музыкальная комедия по мотивам пьесы «Слуга двух господ».
- 1980 — «Хозяйка гостиницы» (Италия, режиссёр Паоло Кавара) — комедия по мотивам пьесы «Трактирщица».
- 1982 — «Примите вызов, синьоры!» — советский телевизионный фильм, комедия по пьесе «Трактирщица».
- 1985 — «Миранда» (Италия, режиссёр Тинто Брасс) — комедия по мотивам пьесы «Трактирщица».
- 1991 — «Осада Венеции» — советский художественный фильм, комедия по пьесе «Хитрая вдова».